# Дерева Гінкго (Харків)
Дерева Гінкго — ботанічна пам'ятка природи місцевого значення, об'єкт природно-заповідного фонду міста Харкова загальною площею 0,1 га. Являє собою реліктові рослини третинного періоду в кількості 3 од. (зокрема, два дерева ґінко дволопатевого віком 50 років — реліктового рідкісного виду голонасінних), що розташовані в урочищі «Сокольники» Шевченківського району (Сокольники, 12).